# ジェレミー・トーマス
ジェレミー・トーマス（Jeremy Thomas、1949年7月26日 - ）は、イギリスの映画プロデューサー。ベルナルド・ベルトルッチ監督や三池崇史監督とのコラボレーションや、『ラストエンペラー』を手がけたことで知られている。

## 経歴
1949年7月26日、ロンドンに生まれる。
ケン・ローチらの監督作品で編集助手を務めた。1987年、ベルナルド・ベルトルッチ監督の『ラストエンペラー』を製作する。1990年代、英国映画協会の会長を務める。2011年、デヴィッド・クローネンバーグ監督の『危険なメソッド』を製作する。

## フィルモグラフィー

### 映画
- Brother, Can You Spare a Dime? （1975年） - 編集
- デニス・ホッパーの マッド・ドッグ・モーガン 賞金首 Mad Dog Morgan （1976年） - 製作
- ザ・シャウト さまよえる幻響 The Shout （1978年） - 製作
- ジェラシー Bad Timing （1980年） - 製作
- セックス・ピストルズ グレート・ロックンロール・スウィンドル The Great Rock 'n' Roll Swindle （1980年） - 製作総指揮
- 錆びた黄金 Eureka （1983年） - 製作
- 戦場のメリークリスマス Merry Christmas, Mr. Lawrence （1983年） - 製作
- 殺し屋たちの挽歌 The Hit （1984年） - 製作
- マリリンとアインシュタイン Insignificance （1985年） - 製作
- ラストエンペラー The Last Emperor （1987年） - 製作
- もうひとつのラブストーリー Everybody Wins （1990年） - 製作
- シェルタリング・スカイ The Sheltering Sky （1990年） - 製作
- 裸のランチ Naked Lunch （1991年） - 製作
- リトル・ブッダ Little Buddha （1993年） - 製作
- 魅せられて Stealing Beauty （1996年） - 製作
- クラッシュ Crash （1996年） - 製作総指揮
- ブラッド&ワイン Blood and Wine （1996年） - 製作
- ヴィクトリー 遥なる大地 Victory （1996年） - 製作総指揮
- 魔王 The Ogre （1996年） - 製作総指揮
- ブレイブ The Brave （1997年） - 製作総指揮
- コーンウォールの森へ All the Little Animals （1998年） - 監督・製作
- BROTHER Brother （2000年） - 製作
- セクシー・ビースト Sexy Beast （2000年） - 製作
- 愛の勝利 The Triumph of Love （2001年） - 製作総指揮
- 裸足の1500マイル Rabbit-Proof Fence （2002年） - 製作総指揮
- ドリーマーズ The Dreamers （2003年） - 製作
- 猟人日記 Young Adam （2003年） - 製作
- ローズ・イン・タイドランド Tideland （2005年） - 製作
- アメリカ、家族のいる風景 Don't Come Knocking （2005年） - 製作総指揮
- ファーストフード・ネイション Fast Food Nation （2006年） - 製作
- グラストンベリー Glastonbury （2006年） - 製作総指揮
- パレルモ・シューティング Palermo Shooting （2008年） - 製作総指揮
- サブリミナル Franklyn （2008年） - 製作
- 十三人の刺客 13 Assassins （2010年） - 製作総指揮
- エッセンシャル・キリング Essential Killing （2010年） - 製作総指揮
- 一命 Hara-Kiri: Death of a Samurai （2011年） - 製作
- 危険なメソッド A Dangerous Method （2011年） - 製作
- コン・ティキ Kon-Tiki （2012年） - 製作
- オンリー・ラヴァーズ・レフト・アライヴ Only Lovers Left Alive （2013年） - 製作
- ドム・ヘミングウェイ Dom Hemingway （2013年） - 製作
- ハイ・ライズ High-Rise （2015年） - 製作
- イレブン・ミニッツ 11 Minutes （2015年） - 製作総指揮
- 誰のせいでもない Every Thing Will Be Fine （2015年） - 製作総指揮
- 五日物語 -3つの王国と3人の女- Tale of Tales （2015年） - 製作
- 無限の住人 Blade of the Immortal （2017年） - プロデューサー
- ほんとうのピノッキオ Pinocchio （2019年） - 製作
- サムライマラソン (2019年)
- EO イーオー（2022年） - 製作総指揮

### テレビ映画
- A Misfortune （1973年） - 編集

## 受賞
- 2006年 - 第19回ヨーロッパ映画賞 - 世界的貢献賞[9]

## 関連文献
- “Ten Career Lessons From An Oscar-Winning Producer”. Empire (2014年4月10日). 2016年2月28日閲覧。